# Pairi Daiza
Pairi Daiza är en privatägd djurpark i Brugelette, Belgien. Djurparken öppnade 1994 i ett område som bland annat omfattar ruinerna efter Cambronklostret. Ursprungligen hade den enbart fåglar, men har över tid omfattat allt fler arter. Parken består av delar med olika geografiska teman. Den är det mest besökta besöksmålet i Belgien bland de som tar inträde.